# Ascension of the Cybermen
Ascension of the Cybermen (La Ascensión de los Cybermen) es el noveno episodio de la duodécima temporada moderna de la serie británica de ciencia ficción Doctor Who, emitido originalmente el 23 de febrero de 2020 por BBC One. Fue escrito por el productor ejecutivo Chris Chibnall y dirigido por Jamie Magnus Stone.
Es el primer episodio de una historia de dos partes que termina con The Timeless Children y que concluye la temporada. El episodio está  protagonizado por Jodie Whittaker como la Decimotercer Doctor, junto a Bradley Walsh, Tosin Cole y Mandip Gill como sus compañeros Graham O'Brien, Ryan Sinclair y Yasmin Khan, respectivamente.

## Sinopsis
En la Irlanda rural de principios del siglo XX, una joven pareja encuentra y adopta a un bebé abandonado, Brendan, que crece para convertirse en un oficial de policía. En una asignación en sus primeros días como policía, recibe un disparo y cae de un acantilado durante una confrontación con un criminal, pero milagrosamente sobrevive ileso. Años más tarde, se retira pero se enfrenta a dos hombres, su padre adoptivo y su mentor, ninguno de los cuales ha envejecido, que lo llevan a la "oficina administrativa" y le colocan electrodos en la cabeza, diciéndole que tienen que empezar de nuevo y que él no lo recordará de todos modos.
En el futuro lejano, los últimos de humanos se esconden del último de los cybermen, que los han cazado casi hasta la extinción. Cuando un par de naves llegan sobre ellos, la Doctor y sus compañeros llegan y establecen los medios para proteger a los humanos de un grupo de cyberdrones atacantes. Sin embargo, sus dispositivos fallan y algunos humanos son asesinados. La Doctor ordena a sus compañeros que se vayan con los humanos restantes en su nave y se pongan a salvo, pero Ryan y otro humano llamado Ethan están separados por el único líder parcialmente cyberconvertido de los Cybermen, Ashad. Ryan y Ethan escapan para ayudar a la Doctor a secuestrar uno de las naves, pero los cybermen los persiguen en otra.
En el espacio profundo, Yaz, Graham y los otros tres humanos, Yedlarmi, Ravio y Bescot, descubren que viajan a través de un campo de batalla rodeado de cybermen muertos. Abordan un cybercarrier abandonado, que creen que puede llevarlos a "Ko Sharmus", un refugio que supuestamente alberga el límite, un portal que envía humanos al otro lado del universo donde no pueden ser seguidos por los cybermen. Graham y Ravio investigan y descubren que el cybercarrier tiene miles de nuevos cybermen en estasis justo cuando Ashad y su tripulación atracan su lanzadera.
La Doctor, Ryan y Ethan llegan al planeta donde está Ko Sharmus. Descubren que Ko Sharmus es una persona que ayudó a otros humanos a atravesar el límite, pero que se quedó como barquero en caso de que otros sobrevivieran. Los lleva al límite, y se abre un portal. Ashad y los Cybermen comienzan a perforar a los guerreros y a resucitarlos, mientras Graham y Ravio regresan a la cubierta de control. Ashad lleva a los guerreros a la cubierta de control cuando Yaz logra contactar a la Doctor, advirtiéndole que la nave está casi allí, pero que transporta numerosos cybermen.
La Doctor observa con horror, mientras el otro lado del portal revela el destruido Gallifrey, para confusión de todos. El Amo salta del portal, exclamando que la Doctor debe tener miedo porque todo está a punto de cambiar para siempre.

## Producción

### Desarrollo
Ascension of the Cybermen fue escrito por Chris Chibnall. Se anunciaron más detalles del episodio en la revista Doctor Who Magazine #548 a principios de febrero de 2020.

### Casting
Julie Graham fue elegida para interpretar a Ravio en el episodio. Ian McElhinney y Steve Toussaint protagonizan el final de dos partes de la temporada.

### Filmación
Jamie Magnus Stone dirigió el quinto bloque de los episodios noveno y décimo.

## Difusión y recepción

### Calificaciones
Ascension of the Cybermen fue visto por 3,71 millones de espectadores durante la noche, lo que lo convierte en el octavo programa más visto en el día en el Reino Unido. El episodio tuvo una puntuación de 81 en el Índice de Apreciación del Público.

### Recepción crítica
El episodio recibió una aprobación del 93%, y una calificación promedio de 7,3/10, en el sitio Rotten Tomatoes, basado en 13 reseñas de críticos. El consenso en el sitio web dice:

Ascension of the Cybermen se basa expertamente en el impulso de la semana pasada, preparando el escenario para lo que debería ser un épico final de temporada.